# EPDM

EPDM (ang. ethylene propylene diene monomer [rubber]) – 
terpolimer otrzymywany z monomerów etylenowo-propylenowo-dienowych. Jest elastomerem usieciowanym w procesie wulkanizacji siarkowej lub nadtlenkowej. Cechuje się dobrymi właściwościami do odwracalnej deformacji pod wpływem działania sił mechanicznych, z zachowaniem ciągłości jego struktury. 
EPDM posiada bardzo dobre właściwości m.in. odporność na warunki atmosferyczne (ozon), odporność na działanie wody, stabilność właściwości w temperaturze do +110 °C, elastyczność w temperaturze do -40 °C, aczkolwiek występuje również mieszanka EPDM odporna do +150°C. Twardość w zakresie od 40-90 skali twardości Shore’a typu A.
Dzięki swoim właściwościom znalazł szerokie zastosowanie w produkcji wyrobów dla przemysłu motoryzacyjnego:
- uszczelnienia drzwi i szyb
- profile uszczelniające do stolarki tworzywowej
- węże hydrauliczne
- osłony kabli elektrycznych
- pokrycia dachowe
- produkcji kołnierzy do okien dachowych

Popularnym zastosowaniem jest wykonywanie nawierzchni bezpiecznych placów zabaw. Ponadto EPDM szeroko stosowany jest w przemyśle spożywczym jako materiał na węże przesyłowe oraz uszczelnienia. Tego typu wyroby powinny posiadać certyfikację FDA.

## Nazwy handlowe
- Nordel (Dow Chemical)
- Dutral (Polimieri)
- Buna EP; Keltan  (Lanxess)
- Vistalon (Exxon)
- Resitrix (Phoenix Dichtungstechnik GmbH)